# Mecatlán
Mecatlán är en ort i Mexiko.   Den ligger i kommunen Mecatlán och delstaten Veracruz, i den sydöstra delen av landet, 170 km nordost om huvudstaden Mexico City. Mecatlán ligger 859 meter över havet och antalet invånare är 5 181.
Terrängen runt Mecatlán är huvudsakligen kuperad. Mecatlán ligger uppe på en höjd. Runt Mecatlán är det tätbefolkat, med 297 invånare per kvadratkilometer. Närmaste större samhälle är Olintla, 11,9 km söder om Mecatlán. Omgivningarna runt Mecatlán är en mosaik av jordbruksmark och naturlig växtlighet.